# Louis Norgeu
 (septembre 2022).
Pour les articles homonymes, voir Norgeu.
Louis Julien Émile Norgeu (Paris 2e, 22 mai 1898 - Paris 18e, 24 novembre 1957) est un peintre, dessinateur et décorateur français. Il est le cousin de Pierre Norgeu et de Marthe Norgeu.
Louis Norgeu a suivi les cours de l'École supérieure de dessin, section dessin industriel. Il entra ensuite à la Préfecture de la Seine en tant que dessinateur. 
Pendant la Première Guerre mondiale, il servit comme zouave au Maroc. 
Peintre d'atelier et d'extérieur, il a peint des paysages de Bretagne, du Midi, ainsi que des portraits, nus et natures mortes.
Il a résidé à la cité Montmartre-aux-artistes dans le 18e arrondissement parisien. Il exposa au Salon des indépendants de 1930 jusqu'à sa mort.